# Shohei Yamamoto
Shohei Yamamoto (山本 翔平 Yamamoto Shohei?, nacido el 29 de agosto de 1982 en Kioto) es un futbolista japonés que se desempeña como centrocampista.

## Trayectoria

### Clubes
| Club               | País  | Año         |
| ------------------ | ----- | ----------- |
| Kyoto Purple Sanga | Japón | 2001        |
| Mito HollyHock     | Japón | 2002 - 2003 |
| ALO's Hokuriku     | Japón | 2004 - 2006 |
| Roasso Kumamoto    | Japón | 2007 - 2009 |
| V-Varen Nagasaki   | Japón | 2010 - 2012 |
| Kamatamare Sanuki  | Japón | 2013 - 2017 |
| Ococias Kyoto AC   | Japón | 2018 -      |

## Estadística de carrera

### J. League
| Club               | Año   | J. League | J. League | Copa J. League | Copa J. League | Total | Total |
| Club               | Año   | Part.     | Goles     | Part.          | Goles          | Part. | Goles |
| ------------------ | ----- | --------- | --------- | -------------- | -------------- | ----- | ----- |
| Kyoto Purple Sanga | 2001  | 0         | 0         | 0              | 0              | 0     | 0     |
| Mito HollyHock     | 2002  | 25        | 0         | -              | -              | 25    | 0     |
| Mito HollyHock     | 2003  | 2         | 0         | -              | -              | 2     | 0     |
| Roasso Kumamoto    | 2008  | 37        | 0         | -              | -              | 37    | 0     |
| Roasso Kumamoto    | 2009  | 44        | 1         | -              | -              | 44    | 1     |
| Kamatamare Sanuki  | 2014  | 34        | 0         | -              | -              | 34    | 0     |
| Kamatamare Sanuki  | 2015  | 29        | 0         | -              | -              | 29    | 0     |
| Kamatamare Sanuki  | 2016  | 29        | 0         | -              | -              | 29    | 0     |
| Kamatamare Sanuki  | 2017  | 17        | 0         | -              | -              | 17    | 0     |
| Total              | Total | 217       | 1         | 0              | 0              | 217   | 1     |

## Palmarés

### Títulos nacionales
| Título    | Club               | País  | Año  |
| --------- | ------------------ | ----- | ---- |
| J2 League | Kyoto Purple Sanga | Japón | 2001 |